# 교향곡 100번 (하이든)
교향곡 100번 G장조, Hoboken I/100은 요제프 하이든 이 1793년 또는 1794년 에 완성한 12개의 런던 교향곡 중 8번째이다. 그것은 대중적으로 군대 교향곡으로 알려져 있다.
작품은 표준 4악장 형식이며 2개의 플루트, 2개의 오보에, 2개의 클라리넷, 2개의 바순, 2개의 호른, 2개의 트럼펫, 팀파니, 트라이앵글, 심벌즈, 베이스 드럼 및 현악기 로 구성되어 있다. 여러 판에는 하나의 플루트가 있다.
1. Adagio; Allegro,
2. Allegretto,  in C major
3. Menuetto: Moderato,
4. Presto,

첫 번째 악장은 소나타 형식으로 천천히 도입되어 악장 후반부에 나타날 모티프를 암시한다. 알레그로는 뜻밖에도 플루트와 오보에만을 위해 연주되는 춤 주제로 시작한다. 현은 한 옥타브 낮은 주제를 반복하여 응답한다. 그런 다음 tutti는 D 장조로 조옮김된 첫 번째 주제로 시작하는 두 번째 주제 영역의 주요 키로 음악을 전환한다. 이 주제는 도미넌트의 새로운 주제가 바이올린의 흔들리는 모티프로 언급되기 전에 D단조로 간략하게 전개된다. 여기에서 Haydn의 테마와 키 사용은 소나타 형식에 대한 중요한 점을 보여준다. 두 번째 주제는 새로운 테마가 아니라 새로운 KEY 에 의해 정의된다. 따라서 이 악장의 도미넌트에서 첫 번째 주제의 반복인 75절은 새로운 주제가 약 20소절 후에 나타나지 않더라도 두 번째 주제 영역의 시작이다.
두 번째 악장은 G, Hob의 Lire Organizzata를 위한 이전 협주곡의 악장에서 파생된다. VIIh/3, Haydn은 나폴리의 왕인 Ferdinand IV를 위해 작곡했다. 악장은 단조에서 중앙 섹션을 가진 삼중 형식이다. 악기는 교향곡의 다른 악장보다 풍부하다. 그것은 분리된 비올라 와 클라리넷을 사용하는 유일한 악장이지만 가장 중요한 것은 중앙 단조 섹션에서 처음 등장하는 "터키식" 악기 (삼각형, 심벌즈 및 베이스 드럼)의 사용이다.
그의 미뉴에트 속도를 높이는 하이든의 경향과 대조적으로, 여기에서 그는 더 구식 귀족 미뉴에트를 제공하는 Moderato로 속도를 늦춘다.
피날레는 론도 소나타 형식이다. 주요 주제는 그 시대에 대중적인 곡이 되었다. 중심에는 팀파니의 깜짝 스트라이크와 많은 원거리 건반의 순회가 포함된 전개형 섹션이 있다..

## 메모
1. 1 2 3 4 5  Brown, A. Peter, The Symphonic Repertoire (Volume 2). Indiana University Press (ISBN 0-253-33487-XISBN 0-253-33487-X), pp. 245–250 (2002).
2. ↑  Oxford Composer Companions: Haydn, ed. David Wyn Jones, Oxford University Press, 2002. ISBN 0-19-866216-5